# 12282 Crombecq
A 12282 Crombecq (ideiglenes jelöléssel 1991 BV1) a Naprendszer kisbolygóövében található aszteroida. Eric Walter Elst fedezte fel 1991. január 21-én.